# 诺斯特罗莫
《诺斯特罗莫》（英語：Nostromo: A Tale of the Seaboard）是波兰裔英国作家约瑟夫·康拉德的一部小说，出版于1904年。
1998年，《诺斯特罗莫》名列20世紀百大英文小說第47位。它经常被认为是康拉德的长篇小说中最好的一部，弗朗西斯·斯科特·菲茨杰拉德也说过，“我宁愿自己写过《诺斯特罗莫》，而不是其他任何小说”。

## 情节
《诺斯特罗莫》的故事设定在虚构的南美洲“科斯塔瓜纳共和国”西部省一个假想的港口城市苏拉科。虽然科斯塔瓜纳是一个虚构的国家，但书中所描述的地理环境与真实的哥伦比亚很相似。科斯塔瓜纳长期处于暴政、革命和战争之中，但最近在独裁者里比耶拉统治下，经历了一个稳定时期。
查尔斯·古尔德是英国血统的科斯塔瓜纳人，在苏拉科港口附近拥有一个重要银矿的特许权。他厌倦了科斯塔瓜纳的政治不稳定及其伴随的腐败，用他的财富支持里比耶拉政府，他相信，在自私的独裁者多年统治和暴政之后，这个政府最终将为国家带来稳定。但是，古尔德的银矿及其创造的财富，引发了新一轮的革命，和自封军阀的割据，使科斯塔瓜纳陷入混乱。蒙特罗将军的革命军在控制了内陆首都后，占领苏拉科。古尔德认为他的银子不应该成为敌人的战利品，命令值得信赖的诺斯特罗莫运往海外，销往国际市场。
诺斯特罗莫是一个意大利侨民，由于勇敢立功而升迁到现在的岗位。（诺斯特罗莫在意大利语中意为船友，但是"nostro uomo"意思是"我们的人"。）诺斯特罗莫的真名是乔瓦尼·巴蒂斯塔·菲丹扎，菲丹扎意为信任。
诺斯特罗莫是苏拉科的指挥人物，受到富有的欧洲人的尊重，在当地居民中拥有似乎无限的指挥能力。然而，他并未被承认是上层社会的一部分，而是被富人视为他们有用的工具。受查尔斯·古尔德的委托，诺斯特罗莫在夜间将银子从苏拉科偷运出去，由年轻记者马丁·德库德陪同。但是，在苏拉科附近海域，他们遭到叛军的攻击。诺斯特罗莫和德库德设法把银子存放在荒凉的大伊莎贝尔岛上，德库德留在岛上，而诺斯特罗莫设法游回岸上，回到苏拉科。诺斯特罗莫的权力和名声继续增长，因为他大胆地骑马翻过山，召来军队，拯救了苏拉科，赶走叛军，迎来独立的苏拉科国家。与此同时，独自留在荒岛上，德库德最终失去了理智。他把救生小艇开到海里，开枪自杀，同时用一些银锭把船加重，这样他就会沉入大海。
诺斯特罗莫在革命期间的功绩，并没有给他带来他所希望的名声，他感到自己被轻视和利用了。他冒着生命危险，却什么也没得到，他被怨恨所吞噬，导致了他的堕落和最终的毁灭，因为他一直隐瞒了银子的真实命运，让其他人都相信它在海上丢失了。他发现自己成了银子及其秘密的奴隶，在夜间去大伊莎贝尔，慢慢地找回丢失的银子。德库德的命运对诺斯特罗莫来说是个谜，再加上丢失银锭的事实，只会增加他的偏执狂。后来，大伊莎贝尔岛上建了一座灯塔，这威胁到诺斯特罗莫秘密追回宝藏的能力。 一向机智的诺斯特罗莫设法任命一个亲密的老熟人，寡妇乔治维奥拉，为灯塔的守护人。诺斯特罗莫爱上了乔治的小女儿，但最终与他的大女儿琳达订婚了。一天晚上，诺斯特罗莫试图去找回更多的银子，被乔治误认为是入侵者，枪杀了。